# فابیانو د پائولا
 فابیانو د پائولا (انگلیسی: Fabiano de Paula؛ زاده ۲۸ ژانویهٔ ۱۹۸۸) یک تنیس‌باز اهل برزیل است. 